# Li Haotong
Li Haotong (chinês: 李昊桐, pinyin: Lǐhàotóng; nascido em 3 de agosto de 1995) é um jogador profissional de golfe chinês.
Tornou-se profissional em 2011 e representou China na competição masculina de golfe nos Jogos Olímpicos de Verão de 2016, realizados no Rio de Janeiro, Brasil. Terminou sua participação em quinquagésimo quinto lugar no jogo por tacadas.